# В поисках выхода
«В поисках выхода» (англ. Lookin' to Get Out) — фильм режиссёра Хэла Эшби.

## Сюжет
Два игрока должны покинуть Нью-Йорк после того как проиграли там кучу денег. Им в голову приходит отличная мысль, посетить игорную столицу мира — Лас-Вегас. Где, если не там, им ещё улыбнётся удача.

## В ролях
- Джон Войт — Алекс Ковак
- Энн-Маргрет — Патти Варнер
- Берт Янг — Джерри Фельдман
- Берт Ремсен — Смитти
- Джуд Фарезе — Гарри
- Аллен Келлер — Джои
- Ричард Брэдфорд — Берни Голд
- Стейси Пикрен — Русти
- Саманта Харпер — Лилиан
- Фокс Харрис — Харви, лифтёр
- Маршелин Бертран — девушка на джипе
- Анджелина Джоли — Тош

## Дополнительные факты
- Этот фильм был дебютом Анджелины Джоли.
- Картина была снята ещё в 1980 году, но представлена широкой общественности только в 1982 году.
- В фильме снялись настоящие отец, мать и дочь: Джон Войт, Маршелин Бертран и Анджелина Джоли.